# Combat pour le français

Combat pour le français, au nom de la diversité des langues et des cultures est un essai du linguiste français Claude Hagège, paru en 2006.

## Introduction
En introduction, Claude Hagège distingue deux conceptions des langues humaines. La première est celle d'un instrument de communication pure. La deuxième considère que la langue est le reflet de l'identité profonde d'une communauté. Dans cette deuxième conception, il s'investit dans la langue des valeurs symboliques essentielles : mode d'expression d'une certaine culture, la langue est nourrie par tout ce que le passé y a construit de traces.
Pour certains, l'état linguistique du monde où l'anglais occupe une position dominante, offrirait un stade ultime de l'Histoire. Une langue dotée de ressources puissantes s'impose aux autres, illustrant une loi de l'évolution naturelle. Pour d'autres, la diversité des langues rend compte d'une situation dans laquelle chaque langue est par nature le miroir d'un peuple et de ses représentations.
La domination d'une seule langue n'est plus alors une promesse, mais une menace. En Europe et dans le reste du monde, l'extension régulière du domaine de l'anglais semble être un processus difficile à inverser. Claude Hagège cherche à faire prendre conscience de cette situation et à ouvrir des pistes d'action.

## Première partie: Hier le français, aujourd'hui l'anglais?
Claude Hagège oppose au rayonnement ancien et présent du français l'universalisation contemporaine de l'anglais.

### Chapitre 1: rayonnement passé et présent de la langue et de la culture françaises
Le français et la culture française se sont illustrés et s'illustrent encore dans le monde. Claude Hagège décrit trois moments de rayonnement de la langue française, et montre que la culture française continue aujourd'hui de s'illustrer dans le domaine du cinéma.

#### Sur trois moments de rayonnement européen du français
Le premier moment a été celui du français médiéval, période qui s'étend de la fin du XIe au début du XIVe siècle. Le français, sous sa forme normande, s'installe en Angleterre au lendemain de la conquête de ce pays en 1066. Ce règne durera plus de trois cents ans, laissant des marques profondes sur le vocabulaire de l'anglais. À la suite de la conquête normande, les formes médiévales du français se répandirent à Naples, en Sicile, en Morée, à Chypre, à Constantinople, en Palestine et en Syrie. Le français devint la langue commune de la chrétienté occidentale, et le demeura jusqu'à la fin du XIIIe siècle.
Le deuxième moment a été celui du français classique, période allant de la deuxième moitié du XVIIe siècle à la fin du XVIIIe siècle. Peu après le début du règne de Louis XIV, dans les années 1670, l'éclat des ouvrages littéraires de l'âge classique s'ajoute aux succès intérieurs et extérieurs de la monarchie absolue pour assurer à la langue française un rayonnement européen. À cette époque, comme au Moyen Âge, c'était dans les franges sociales privilégiées que le français régnait dans les grandes villes d'Europe. L'image du français était déjà celle d'une langue des élites.
Le troisième moment a été celui du français moderne, de la fin du XIXe au début du XXe siècle. Il s'agit de l'époque d'expansion coloniale la plus forte. L'école française laïque et obligatoire répandait, notamment parmi les élites africaines, les idéaux universalistes associés, depuis la Révolution, à l'image de la culture française. Les fondations de l'Alliance israélite universelle en 1860, et de l'Alliance française en 1883, sont révélatrices du sentiment que l'on avait de la nécessité d'apporter la culture. Il y avait une conviction d'un lien profond entre la langue et la culture. Le français était conçu comme une arme importante pour soutenir une politique d'expansion.

#### L'exception culturelle aujourd'hui
L'exception culturelle, à laquelle on a subsistué l'expression diversité culturelle, est la vue selon laquelle les biens, services, et produits culturels tels que les films, les émissions de télévision, etc., doivent être traités à part. Prôner l'exception culturelle est aussi promouvoir la langue, support vivant des contenus culturels. La France est à l'avant-garde du combat consistant à défendre les films produits dans sa langue, en imposant un contingent de diffusion d'œuvres françaises : dès 1986, une loi imposa à tout diffuseur sollicitant du Conseil supérieur de l'audiovisuel l'autorisation d'utiliser une certaine fréquence, de prévoir le temps accordé à la diffusion d'œuvres audiovisuelles d'expression originale française. La législation a permis au cinéma et à la chanson d'échapper aux effets dévastateurs de la concurrence américaine[réf. nécessaire]. La situation est bien différente dans les autres pays d'Europe occidentale, du fait de la concurrence des films américains.
Selon Claude Hagège, ce n'est pas l'auteur-réalisateur ou le producteur qui fait qu'un film est d'une nationalité, mais sa langue. Ce qui fait qu'un film est français, c'est qu'il est tourné en langue française. Le cinéma français est seul en Europe à s'affirmer vraiment face aux 90 % de part de marché qu'occupent les 800 films américains produits chaque année[réf. nécessaire].

#### Le rappel de la primauté du culturel dans les expériences passées d'unité européenne
La philosophie qui sous-tend l'Union européenne est depuis le commencement une unité à caractère essentiellement économique. Malgré le désir de faire front à la puissance américaine, le calque des modèles américains fut retenu comme ferment de l'unité européenne. Or, les expériences les plus authentiques de construction d'une unité européenne dans l'Histoire ont été, à deux moments au moins, d'abord culturelles, et correspondent au rayonnement de la langue et de la culture françaises. La France possède en Europe une vocation particulière de défense du culturel.

#### Le lien organique entre langue et culture
Défendre une culture, c'est aussi défendre la langue dans laquelle elle s'exprime. Ce lien se manifeste aujourd'hui dans le fait que le rayonnement de l'anglais est celui d'un des aspects de la culture américaine, qui s'exprime à travers l'idéologie libre-échangiste.

### Chapitre 2: les positions de l'anglais dans l'Europe d'aujourd'hui
L'anglais occupe des positions de plus en plus fortes dans le monde, et en particulier en Europe. Cela est dû au développement considérable, dans l'Europe contemporaine, de l'économie libérale dont l'anglais est le support.

#### L'axe externe et l'axe interne
Il existe, pour une langue dominante, deux manières d'exercer sa pression sur les autres. La première, appelée, interne, résulte de l'emprunt lexical. La proportion d'emprunts à l'anglais des langues occidentale est inférieure à 7 % du vocabulaire. Il faut néanmoins distinguer la fréquence dans le lexique et la fréquence dans l'usage, qui peut être élevée si les mêmes mots, par exemple des termes techniques, reviennent régulièrement dans le vocabulaire métier de divers milieux professionnels. Le phénomène de l'emprunt est certes un facteur constitutif de la vie des langues, mais l'intégrité d'une langue n'est assurée que dans la mesure où les emprunts ne dépassent pas un seuil de tolérance, que l'on peut évaluer à 15 % du lexique.

## Deuxième partie
Claude Hagège propose de nombreux moyens d'inverser le processus apparemment inéluctable de domination de l'anglais et de garantir ainsi une harmonie entre la domination d'une langue et la nécessité d'une diversité culturelle et linguistique dans le monde.